# Rhinolophus nippon
Rhinolophus nippon — вид рукокрилих ссавців з родини підковикових.

## Таксономічна примітка
Таксон відокремлено від R. ferrumequinum на основі молекулярної та морфологічної відмінності.

## Середовище проживання
Країни проживання: Індія, Непал, Бутан, Бангладеш, Китай, Північна Корея, Південна Корея, Японія.